# 邵馬·費拉拿·拿沙利
邵馬·費拉拿·拿沙利（Siumar Ferreira Nazaré）一般称作邵馬，1983年6月7日生于欧纳波利斯，巴伊亞，巴西职业足球运动员，他曾經效力意大利球會泰列維素，在2005-06球季意甲曾對陣烏甸尼斯。2008–2009球季效力香港甲組足球联赛球会東方队。